# Sędziowie (dramat)
Sędziowie. Tragedia – utwór dramatyczny Stanisława Wyspiańskiego, wydany w Krakowie w 1907, pierwszy raz wystawiony tego samego roku w Teatrze Miejskim w Wilnie, w reż. Nuny Młodziejowskiej.

## Geneza
Akcja dramatu oparta została na autentycznych wydarzeniach we wsi Jabłonicy pod Stanisławowem, w Galicji, które miało miejsce w lipcu 1899. Doszło tam do zabójstwa Jewdochy Abramczuk, służącej u karczmarza Heinzla. Kobieta zginęła w wyniku postrzału. Zamordowana znajdowała się w siódmym miesiącu ciąży. Opinia mieszkańców wioski wskazywała, że mordu dopuścił się miejscowy Żyd Natan Marmorosz, 25-letni handlarz bydła, syn Samuela, który pozostawał z dziewczyną w stosunku miłosnym. Śledztwo było utrudnione, gdyż sprawca nie został zatrzymany na gorącym uczynku. W prowadzeniu śledztwa brał udział sędzia śledczy Jan Hroboni. W rok po morderstwie odbyła się rozprawa przed sądem przysięgłych w Stanisławowie. Marmorosz został uniewinniony większością głosów. Obrońcą jego był adwokat dr Leon Bibring. 1899 Wyspiański przebywał na wakacjach w Jaremczu, gdzie zdarzenie to odbiło się głośnym echem. Zarys dramatu Wyspiański stworzył przed uniewinnieniem podejrzanego o ten czyn Natana. Kończąc siedem lat później dramat, nie respektował wyroku sądowego, by nie burzyć kompozycji sztuki. Postać Natana, winnego dokonania z premedytacją zbrodni, pozostaje w sztuce jednoznacznie zła.

## Fabuła
Sędziowie to jedyny utwór dramatyczny Wyspiańskiego, który sam autor nazwał tragedią. Jest to jeden z ostatnich utworów, który kończył redagować tuż przed śmiercią. Dramat nie ma podziału na akty, miejscem akcji jest wnętrze karczmy.
Głównymi postaciami są karczmarz Samuel, jego synowie Natan i Joas, służąca Jewdocha, Dziad – ojciec Jewdochy, zrujnowany przed laty przez Samuela, i Urlopnik. Pod koniec zjawia się prowadzący wstępne śledztwo  sędzia w towarzystwie miejscowych osobistości, potraktowanych satyrycznie i komediowo. Sędziowie ci reprezentują sprawiedliwość biurokratyczną, nie dorastając do wymiaru tragedii, podczas gdy wymiar taki otrzymuje sprawa, która się toczy wśród głównych osób dramatu. Natan, który uwiódł i skłonił do dzieciobójstwa Jedwdochę, idąc za sugestią Samuela oddaje do niej skrytobójczy strzał i zamierza podejrzenie rzucić na Urlopnika.
Postacią wyróżniającą się wrażliwością i czystością moralną jest młodszy z braci, Joas, który mimo miłości do ojca i brata w dramatycznej scenie oskarża właściwych sprawców zbrodni, a będąc zbyt wrażliwym, by to znieść – umiera. Moment ten podnosi całą sytuację na płaszczyznę wzniosłości i tragizmu. Wobec oskarżenia i śmierci Joasa Samuel przyznaje się do winy. Ojciec, patriarcha żydowskiej rodziny, to najbardziej złożona postać. Jest w nim opanowanie i siła człowieka interesu, ale i smutek wynikający z ciężaru mrocznych tajemnic. Ten z pozoru wolny od duchowych rozterek, bezwzględny egzekutor weksli i procentów, w obliczu utraty ukochanego dziecka pojmuje bezmiar swych win.

Ty nie umieraj. Tyś jest Mozart,
tyś jest Rubinstein, tyś jest Joachim.
Ty nie umieraj, tyś jest tysiące tysięcy.
Ty skarb, ty mój skarb, ty pałace, ty raj,
ty Eden – ty żyj.

Zbrodnia w galicyjskiej wsi urasta do wymiarów uniwersalnych. Tam gdzie jest ludzka krzywda, tam jest i zemsta. O nią przychodzą się upomnieć wrogowie rodziny Maramoroschów, wydziedziczeni i pokrzywdzeni. Dramat ukazuje wiejskie środowisko żydowskie w Galicji. Bogatych i cynicznych Samuela i Natana, dla których pieniądz i zysk jest miarą świata, ale także dobrych i sprawiedliwych, jak Jukli, wiejski handlarz i włóczęga, mędrek i filozof, jedyny sprawiedliwy człowiek we wsi. Jest tam też tragedia nieszczęśliwej miłości ukraińskiej dziewczyny do chlebodawcy Żyda, historia zdrady i dzieciobójstwa, opowieść o żydowskiej rodzinie wiejskich bogaczy i lichwiarzy, ludzi bezwzględnych, dla których karczma jest przykrywką do prowadzenia nielegalnych interesów.
Scenografia, zaprojektowana w didaskaliach przez Wyspiańskiego w sposób szczegółowy, jest prawie naturalistyczna, lecz wszystkiej jej elementy znaczą, podporządkowane wyższym sensom, po części symbolicznym, podobnie jak ruch sceniczny i gest, a także zróżnicowany język postaci, którego stylizacja biblijna u Joasa i Samuela służy wyrazowi tragicznej idei utworu.

## Ekranizacje i adaptacje
- Sąd Boży – niemy film fabularny z 1911 w reż. Stanisława Knake-Zawadzkiego. Jest to pierwsza ekranizacja dramatu w dziejach polskiego kina[7].
- Sędziowie. Tragedya – film fabularny z 1974 w reż. Konrada Swinarskiego.
- Sędziowie – słuchowisko Teatru Polskiego Radia z 2011, reżyseria i adaptacja Waldemar Modestowicz

## Wybrane inscenizacje
- 1907 – Teatr Miejski w Wilnie, reż. Nuna Młodziejowska
- 1908 – Teatr we Lwowie, reż. Tadeusz Pawlikowski
- 1909 – Teatr w Łodzi, reż. Aleksander Zelwerowicz
- 1919 – Teatr Dramatyczny w Warszawie, reż. Piotr Hryniewicz
- 1927 – Teatr Reduta w Wilnie, reż. Stanisława Wysocka
- 1932 – Teatr Ateneum w Warszawie, reż. Stanisława Perzanowska
- 1969 – Teatr im. Juliusza Osterwy w Gorzowie Wielkopolskim, reż. Wojciech Jesionka
- 1974 – Teatr Polski w Bydgoszczy, reż. Krzysztof Rotnicki
- 1980 – Teatr im. Jana Kochanowskiego w Opolu, reż. Janusz Nyczak
- 1999 – Teatr Narodowy w Warszawie, reż. Jerzy Grzegorzewski
- 2007 – Narodowy Stary Teatr im. Heleny Modrzejewskiej w Krakowie, reż. Maria Spiss
- 2008 – PWST w Krakowie, opieka pedagogiczna Jerzy Stuhr